# Fengky Turnando
Fengky Turnando (sinh ngày 1 tháng 1 năm 1991) là một cầu thủ bóng đá người Indonesia hiện tại thi đấu cho Persiba Balikpapan ở Indonesia Super League.